# Amnesia (Ibiza)

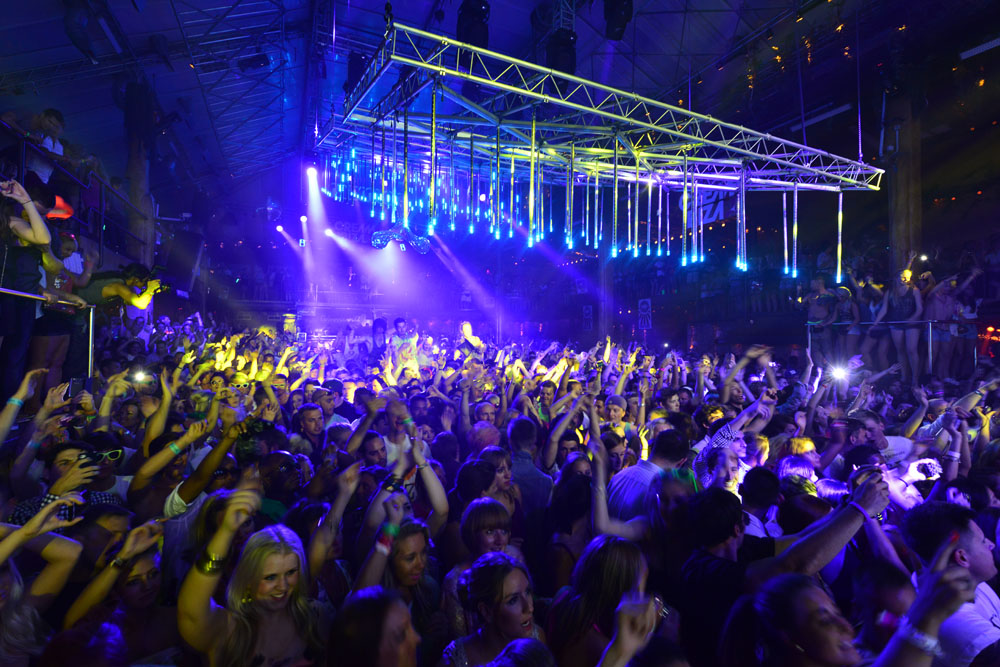
L'Amnesia Ibiza nel 2017

L'Amnesia è uno dei locali notturni più rinomati e storici dell'isola di Ibiza, Spagna. È stato inaugurato nel 1974, il locale ha ricevuto alcuni riconoscimenti come il Best Global Club nel 2007, 2008, 2009 e 2011 agli IDMA Awards (International Dance Music Awards) della Winter Music Conference di Miami. Il club si trova vicino alla città di San Rafael, sulla strada tra Sant Antoni de Portmany e Ibiza. La capacità del locale è di 5.000 persone.

## Eventi
L'Amnesia è attualmente di proprietà del gruppo Cream, creato e fondato da Joseph Mullen di Chester nel 1995, a Liverpool. Joseph Mullen ha venduto il marchio Cream nel 2005 per £ 4,8 milioni e si ritirò dal mondo della musica per motivi personali.
Il club ospita Cocoon, una festa di Sven Väth. Il club ha ospitato serate popolari come La Troya Asesina.

## Storia

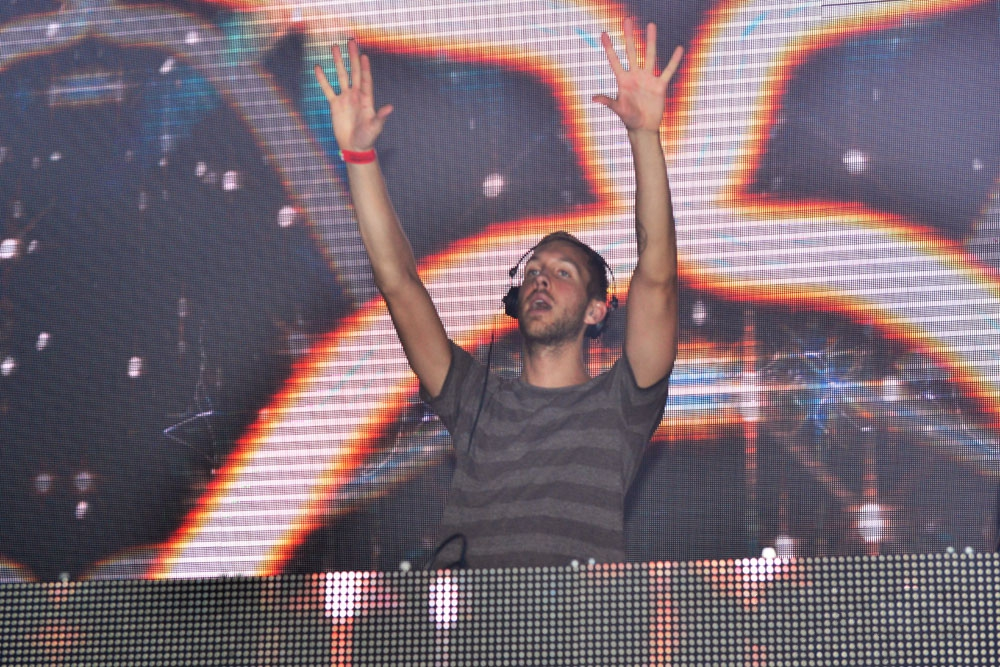
Calvin Harris all'Amnesia nel 2012.

Le origini dell'Amnesia risalgono all'aprile 1970, quando la famiglia Planells, che abitava la casa da cinque generazioni, decise di trasferirsi in città e vendere la propria tenuta ad un vedovo di origini aristocratiche. Ibiza, che era diventata una destinazione turistica iconica già negli anni '50, era a quel tempo un rifugio per il movimento controculturale e il luogo che sarebbe diventato l'Amnesia divenne un punto d'incontro per le band hippie.
Nel maggio 1976, Antonio Escohotado, che era venuto sull'isola due anni prima per iniziare una nuova vita, firmò un contratto di locazione con il proprietario per l'uso dei locali. Quindi creò una discoteca chiamata "La bottega degli smemorati". Con l'intento di esprimere divertimento, spensieratezza e felicità. Il giorno dopo si rese conto che la parola greca Amnesia conteneva tutta questa idea.
Nel 1978, Ginés Sánchez, un uomo d'affari di Madrid, divenne il proprietario dell'Amnesia. Alcune chiusure inaspettate si sono alternate a estati meravigliose con affollamento di capienza in competizione con altri grandi club dell'isola come Ku (oggi Privilegio), Pachá e Lola's.
Negli anni '80, Prontxio Izaguirre prese il controllo dell'Amnesia e cambiò lo stile della musica, un mix di pop, funk e hip hop. Furono consentiti mix gratuiti e iniziò ad apparire la musica house.
La notte del 22 giugno 1991 l'Amnesia ha riaperto sotto l'amministrazione di MFC. Fu in questo momento che i club di Ibiza iniziarono a guadagnare fama internazionale.
Il club ha sperimentato un'espansione del numero di bar passando da 4 a 16 e da un organico di 30 a più di 200 dipendenti durante l'estate. Lo staff comprende ora camerieri, go-go dancers, sicurezza e personale amministrativo. La terrazza esterna è chiusa.

## Premi e nomination

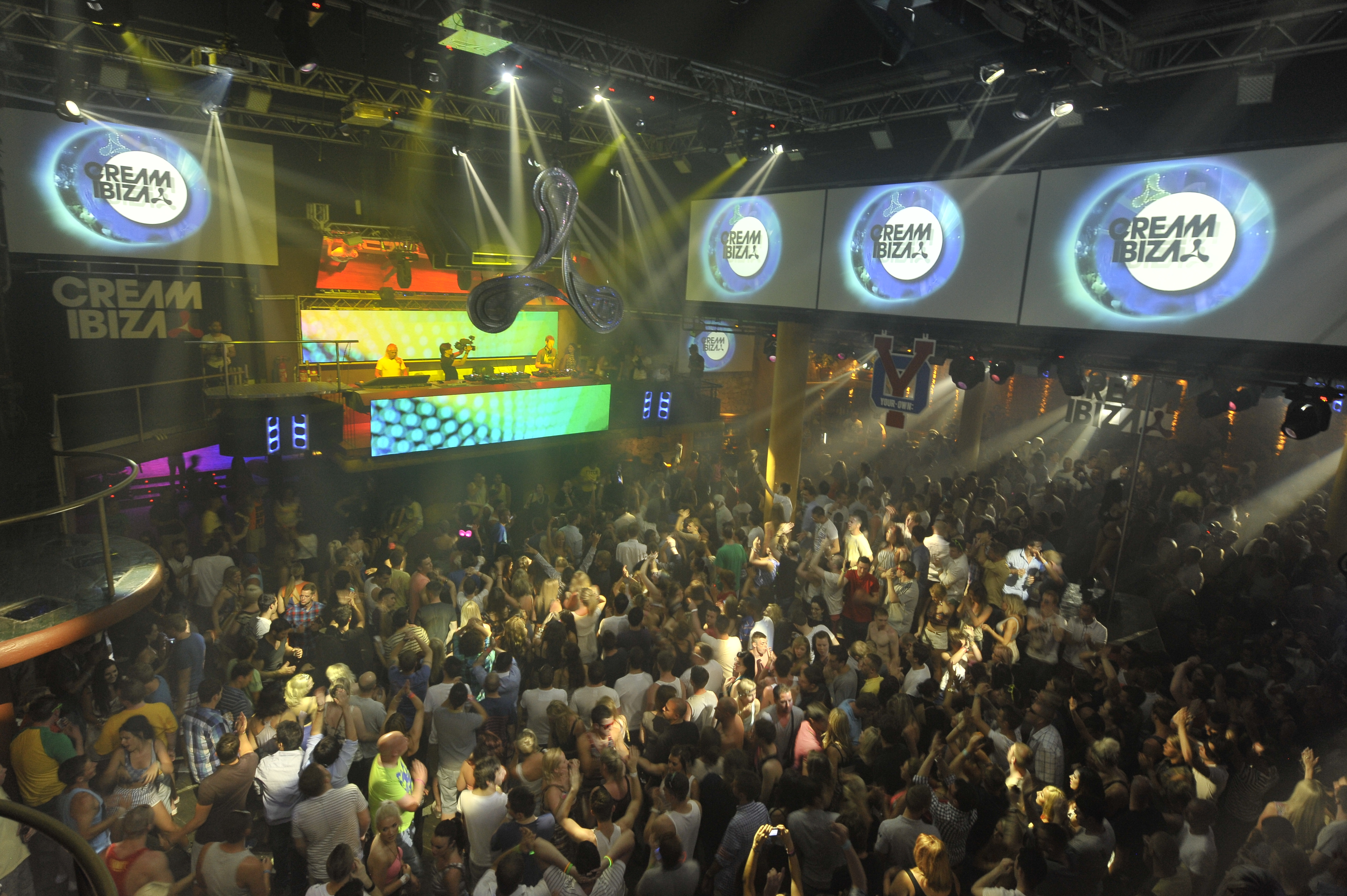
La cosiddetta Sala Principale dell'Amnesia nel 2012

### International Dance Music Awards
| Anno  | Categoria                    | Candidatura     | Risultato |
| ----- | ---------------------------- | --------------- | --------- |
| 2005  | Migliore discoteca del mondo | Amnesia - Ibiza | Nominato  |
| 2006  | Migliore discoteca del mondo | Amnesia - Ibiza | Nominato  |
| 2007  | Migliore discoteca del mondo | Amnesia - Ibiza | Vincitore |
| 2008  | Migliore discoteca del mondo | Amnesia - Ibiza | Vincitore |
| 2009  | Migliore discoteca del mondo | Amnesia - Ibiza | Vincitore |
| 2010  | Migliore discoteca del mondo | Amnesia - Ibiza | Nominato  |
| 2011  | Migliore discoteca del mondo | Amnesia - Ibiza | Vincitore |
| 2012  | Migliore discoteca del mondo | Amnesia - Ibiza | Nominato  |
| 2013  | Migliore discoteca del mondo | Amnesia - Ibiza | Nominato  |
| 2014  | Migliore discoteca del mondo | Amnesia - Ibiza | Nominato  |
| 2015. | Migliore discoteca del mondo | Amnesia - Ibiza | Nominato  |
| 2016  | Migliore discoteca del mondo | Amnesia - Ibiza | Nominato  |
| 2017  | Migliore discoteca del mondo | Amnesia - Ibiza | Nominato  |
| 2018  | Migliore discoteca del mondo | Amnesia - Ibiza | Nominato  |